# خوليو سيزار دا سلفا
خوليو سيزار دا سلفا (بالبرتغالية: Júlio César da Silva‏) (مواليد 8 مارس 1963) هو لاعب كرة قدم. يلعب مع منتخب البرازيل لكرة القدم. سبق له أن لعب في كأس العالم لكرة القدم مع منتخب بلاده.

## روابط خارجية
- خوليو سيزار دا سلفا على موقع الاتحاد الدولي (مؤرشف)  (الإنجليزية)
- خوليو سيزار دا سلفا على موقع الاتحاد الأوربي (الإنجليزية)
- خوليو سيزار دا سلفا على موقع قاعدة بيانات كرة القدم.إي يو (الإنجليزية)
- خوليو سيزار دا سلفا على موقع بيانات كرة القدم. دي إي (الألمانية)
- خوليو سيزار دا سلفا على موقع ليكيب (الفرنسية)
- خوليو سيزار دا سلفا على موقع ناشيونال فوتبول تيمز (الإنجليزية)
- خوليو سيزار دا سلفا على موقع Soccerway.com (الإنجليزية)
- خوليو سيزار دا سلفا على موقع عالم كرة القدم.نت (الإنجليزية)